# Diócesis de Masan
La diócesis de Masan (en latín: Dioecesis Masanen(sis) y en coreano: 천주교 마산교구) es una circunscripción eclesiástica latina de la Iglesia católica en Corea del Sur, sufragánea de la arquidiócesis de Daegu. La diócesis tiene al obispo Constantine Bae Ki Hyen como su ordinario desde el 19 de abril de 2016.

## Territorio y organización
La diócesis extiende su jurisdicción sobre los fieles católicos de rito latino residentes en casi toda la provincia de Gyeongsang del Sur, excepto partes de las áreas metropolitanas de las ciudades de Gimhae y Miryang.
La sede de la diócesis se encuentra en la ciudad de Changwon, en donde se halla la Catedral del Sagrado Corazón.
En 2019 la diócesis estaba dividida en 78 parroquias.

## Historia
La diócesis fue erigida el 15 de febrero de 1966 con la bula Siquidem catholicae del papa Pablo VI separando territorio de la diócesis de Pusan.

## Episcopologio
- Stephen Kim Sou-hwan † (15 de febrero de 1966-9 de abril de 1968 nombrado arzobispo de Seúl)
- Joseph Byeong Hwa Chang † (3 de agosto de 1968-15 de diciembre de 1988 retirado)
- Michael Pak Jeong-il (15 de diciembre de 1988-11 de noviembre de 2002 retirado)
- Francis Xavier Ahn Myong-ok (11 de noviembre de 2002 por sucesión-19 de abril de 2016 renunció)
- Constantine Bae Ki Hyen, desde el 19 de abril de 2016

## Estadísticas
De acuerdo al Anuario Pontificio 2020 la diócesis tenía a fines de 2019 un total de 180 933 fieles bautizados.
| Año                                                                             | Población            | Población | Población      | Sacerdotes | Sacerdotes    | Sacerdotes    | Bautizados por sacerdote | Diáconos permanentes | Religiosos | Religiosos | Parroquias |
| Año                                                                             | Bautizados católicos | Total     | % de católicos | Total      | Clero secular | Clero regular | Bautizados por sacerdote | Diáconos permanentes | Varones    | Mujeres    | Parroquias |
| ------------------------------------------------------------------------------- | -------------------- | --------- | -------------- | ---------- | ------------- | ------------- | ------------------------ | -------------------- | ---------- | ---------- | ---------- |
| 1970                                                                            | 30 727               | 2 132 544 | 1.4            | 35         | 29            | 6             | 877                      |                      | 6          | 60         | 23         |
| 1980                                                                            | 48 991               | 2 730 000 | 1.8            | 44         | 38            | 6             | 1113                     |                      | 13         | 88         | 39         |
| 1990                                                                            | 95 788               | 2 514 696 | 3.8            | 65         | 59            | 6             | 1473                     |                      | 22         | 225        | 47         |
| 1999                                                                            | 132 333              | 2 517 857 | 5.3            | 99         | 85            | 14            | 1336                     |                      | 32         | 318        | 62         |
| 2000                                                                            | 136 337              | 2 514 177 | 5.4            | 104        | 90            | 14            | 1310                     |                      | 25         | 289        | 62         |
| 2001                                                                            | 140 976              | 2 521 621 | 5.6            | 112        | 95            | 17            | 1258                     |                      | 40         | 302        | 63         |
| 2002                                                                            | 144 532              | 2 501 084 | 5.8            | 115        | 99            | 16            | 1256                     |                      | 42         | 314        | 63         |
| 2003                                                                            | 146 915              | 2 511 095 | 5.9            | 115        | 99            | 16            | 1277                     |                      | 33         | 315        | 63         |
| 2004                                                                            | 149 354              | 2 489 945 | 6.0            | 123        | 106           | 17            | 1214                     |                      | 43         | 335        | 63         |
| 2013                                                                            | 167 279              | 2 552 003 | 6.6            | 162        | 137           | 25            | 1032                     |                      | 52         | 317        | 74         |
| 2016                                                                            | 175 308              | 2 560 439 | 6.8            | 173        | 143           | 30            | 1013                     |                      | 63         | 301        | 75         |
| 2019                                                                            | 180 933              | 2 522 166 | 7.2            | 161        | 142           | 19            | 1123                     |                      | 40         | 244        | 72         |
| Fuente: Catholic-Hierarchy, que a su vez toma los datos del Anuario Pontificio. |                      |           |                |            |               |               |                          |                      |            |            |            |